# Grand Prix national - Mémorial Gianni Ferraris
Le Grand Prix national (en italien Gran Premio Nazionale) est une course hippique italienne de trot attelé se déroulant au mois de juin sur l'hippodrome de La Maura (it) (depuis 2015) à Milan. Elle a eu lieu à Turin en 2022 et 2024.
C'est une course de Groupe I réservée aux poulains de 3 ans.
Elle se court sur la distance de 2 100 mètres. En 2025, l'allocation est de 154 000 €, dont 64 400 € pour le vainqueur.

## Palmarès depuis 1996
| Année | Vainqueur         | Driver                     |
| ----- | ----------------- | -------------------------- |
| 2025  | Ginostrabliggi    | Gabriele Gelormini         |
| 2024  | Feldenkrais Pal   | Robin Bakker               |
| 2023  | Edy Girifalco Gio | Santo Mollo                |
| 2022  | Dimitri Ferm      | Andrea Farolfi             |
| 2021  | Chuky Roc         | Filippo Rocca              |
| 2020  | Barbaresco Grif   | Enrico Bellei              |
| 2019  | Axl Rose          | Alessandro Gocciadoro      |
| 2018  | Zaccaria Bar      | Federico Esposito          |
| 2017  | Vivid Wise As     | Enrico Bellei              |
| 2016  | Uma Francis       | Enrico Bellei              |
| 2015  | Timone Ek         | Federico Esposito          |
| 2014  | Skyline Dany      | Vincenzo P Dell'Annunziata |
| 2013  | Remo Gas          | Roberto Vecchione          |
| 2012  | Pascia' Lest      | Enrico Bellei              |
| 2011  | Owen Cr           | Pietro Gubellini           |
| 2010  | Nad Al Sheba      | Davide Nuti                |
| 2009  | Mirtillo Rosso    | Enrico Bellei              |
| 2008  | Lana Del Rio      | Santo Mollo                |
| 2007  | Ilaria Jet        | Roberto Andreghetti        |
| 2006  | Giulia Grif       | Marco Smorgon              |
| 2005  | Faliero As        | Mauro Baroncini            |
| 2004  | Equinox BI        | Mauro Biasuzzi             |
| 2003  | Daguet Rapide     | Pietro Gubellini           |
| 2002  | Cherokee Chief    | Arnaldo Pollini            |
| 2001  | Bartali Ok        | Pier Luigi D'Angelo        |
| 2000  | Amity LB          | Jorma Kontio               |
| 1999  | Zatopek Ok        | Marcello Mazzarini         |
| 1998  | Viking Kronos     | Lutfi Kolgjini             |
| 1997  | Ubresson Luis     | Carlo Bottoni              |
| 1996  | Topkapi As        | Roberto Andreghetti        |